# Собор Нуука
Собор Нуука (гренл. Annaassisitta Oqaluffia), или церковь Спасителя (дат. Vores Frelser Kirke) — лютеранская церковь в городе Нуук, столице Гренландии (в составе Королевства Дания). Собор основан в 1849 году и представляет собой красное деревянное здание со шпилем.
На холме над церковью находится статуя норвежского миссионера Ханса Эгеде. Она является копией статуи 1921 года, расположенной перед Мраморной церковью в Копенгагене. Перед собором находится бронзовый бюст знаменитого органиста Йонатана Петерсена, известного сочинителя псалмов.

## История
Церковь была построена в 1848—1849 годах и была освящена 6 апреля 1849 года. Она была полностью оплачена фондом Карена Эрстеда. Она стала главной церковью Нуукской конгрегации, заменив многие более старые церкви Нуука, в том числе и 1758 года постройки. В 1949 году к церкви было подведено электричество.
До 6 мая 1993 года Копенгагенский собор также являлся собором Гренландии, но когда 6 мая 1993 года вступил в силу закон об отделении Гренландской церкви, церковь в Нууке официально стала собором Гренландии. Первым епископом Гренландии за 616 лет стал Кристиан Мёрк, который был рукоположен в 1994 году; предыдущим епископом Гренландии был Альфур в 1378 году. Мёрк освободил место на следующий год, а епископом стала 39-летняя гренландка Софи Петерсен. Петерсен — вторая женщина, ставшая епископом в церкви Датского Народа.
В церкви имеется орган фирмы Marcussen&Søn 1970 года выпуска.